# 빅터 디자우

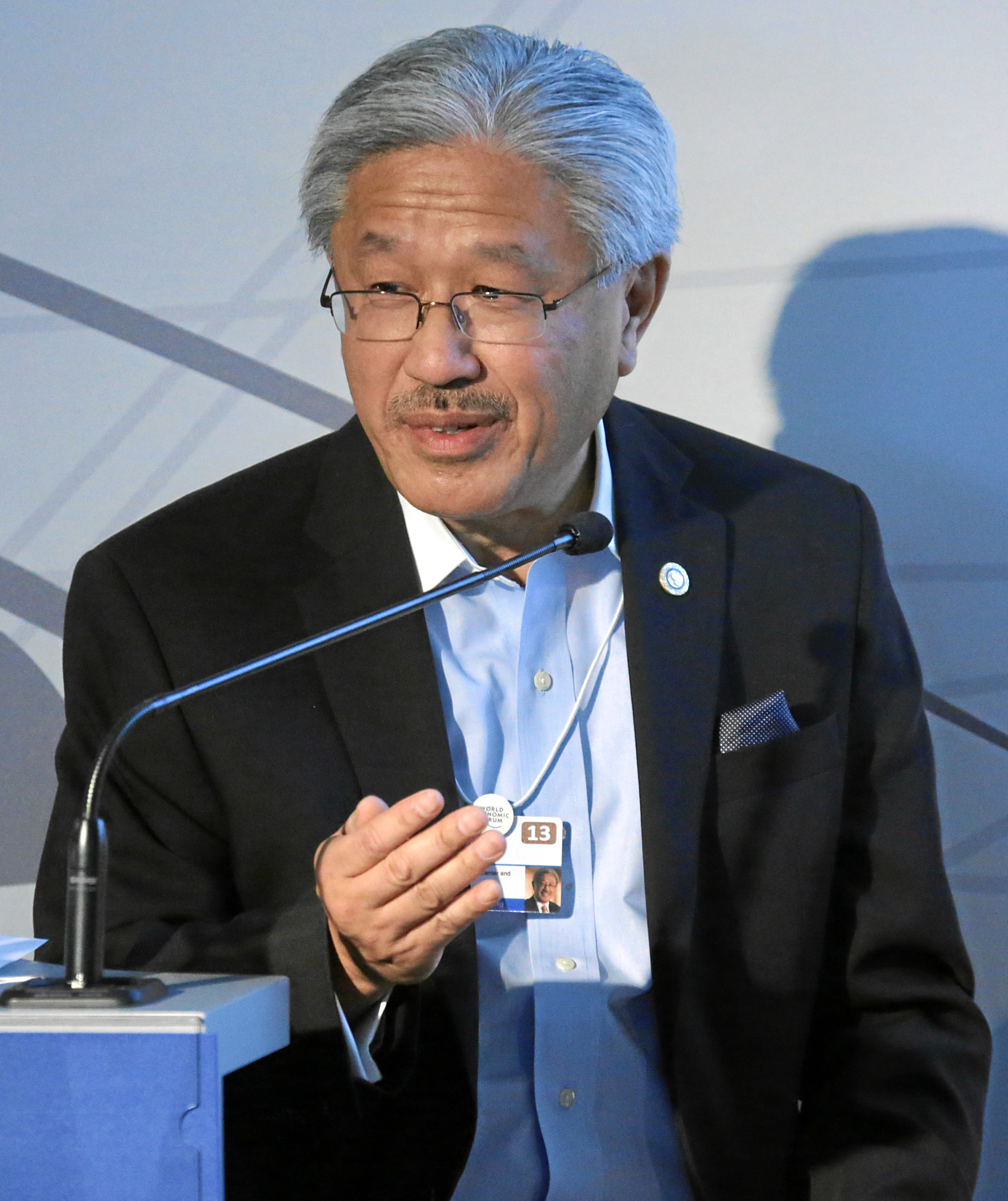

빅터 디자우(영어: Victor Dzau, 1945년~)는 중국계 미국인으로 듀크대학교 의과대학 산하 메디털 센터장을 역임했고, 현재 미국 정부의 보건정책 자문역할을 하는 미국국립의학원(US National Academy of Medicine)의 원장이다. 캐나다 맥길대학교에서 과학 학사 학위를, 동대학원에서 의학박사 학위를 받았다.